# Heaton (Staffordshire)
Heaton – osada i civil parish w Anglii, w Staffordshire, w dystrykcie Staffordshire Moorlands. W 2011 civil parish liczyła 262 mieszkańców.